# Миринэ
Культурный центр «Миринэ» (от кор. 미리내 — Млечный Путь, звёздный мост), бывш. Корейский центр «Миринэ» — общественная организация, которая занимается сохранением, развитием и популяризацией традиционной и современной корейской, китайской, японской культур на территории России и в русскоязычном пространстве Интернет. Является членом Консультативного совета по национальной политике при Губернаторе Волгоградской области и членом Консультативного Совета по межнациональным и межконфессиональным отношениям при главе администрации Волгограда; активно сотрудничает с региональными и межрегиональными культурными, образовательными, спортивными, научными и благотворительными учреждениями.

## Основные цели
- Сохранение, развитие и популяризация корейской культуры, традиций и истории
- Развитие и популяризация китайской и японской культуры
- Реализация социально-значимых культурных, образовательных, научных, спортивных, благотворительных мероприятий и проектов
- Укрепление мира и согласия между различными национальностями[3]

## Направления деятельности

### Школа азиатских языков
- Курсы корейского, китайского и японского языков (онлайн и офлайн)[4]
- Различные программы обучения: стандартные семестровые, интенсивные триместровые, подготовка к экзаменам, индивидуальные занятия
- Курсы для начального и продвинутого уровней
- Организация поездок на сдачу международного экзамена по корейскому языку TOPIK
- Конкурсы на знание языка, конкурсы красноречия, лекции, образовательные семинары и мастер-классыВыпускной Школы азиатских языков, 2023

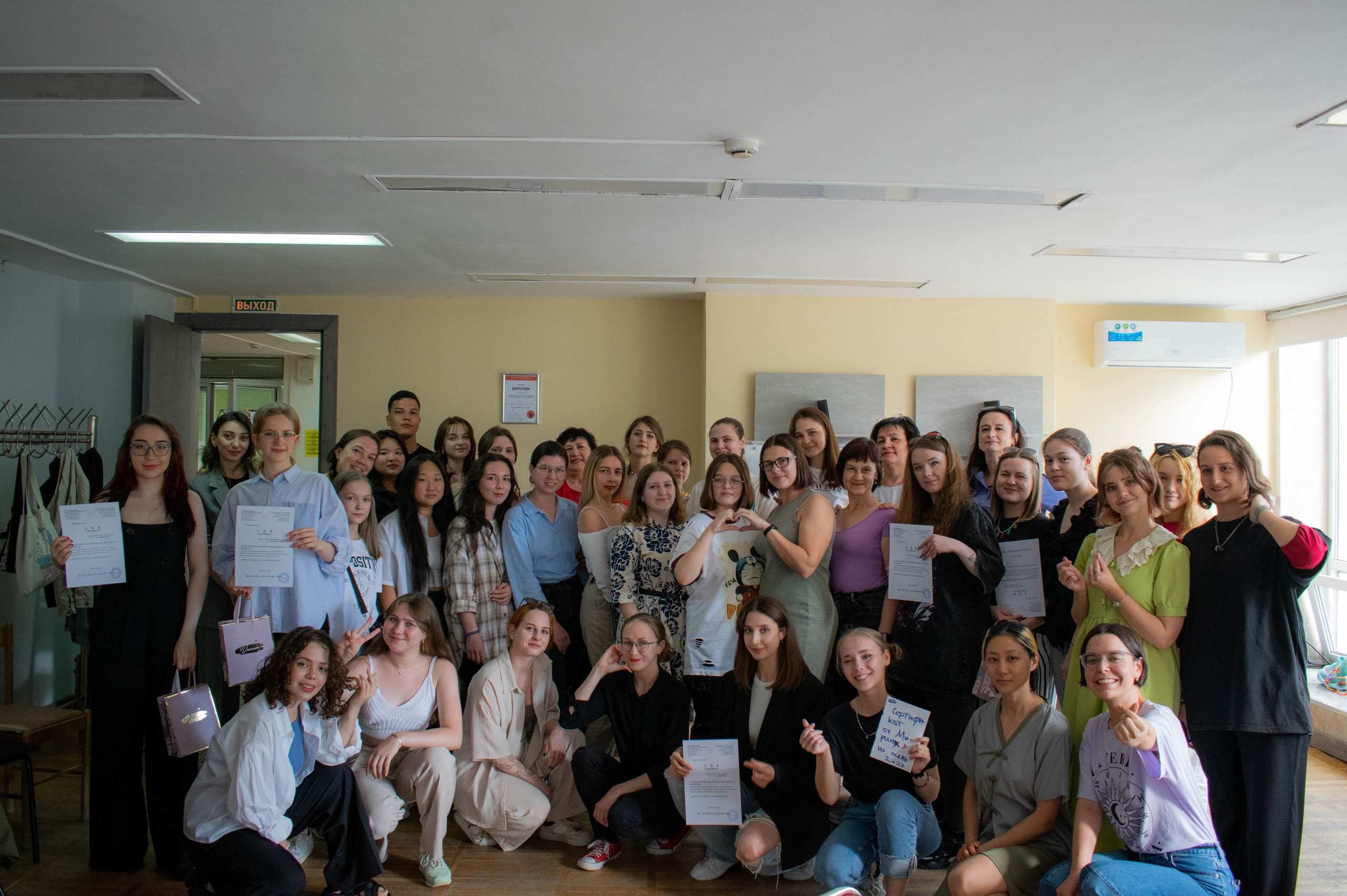
Выпускной Школы азиатских языков, 2023

### Танцевально-вокальная студия
- Курсы современных танцев K-pop
- Экспериментальные курсы в других стилях (микс-формат): Hip-Hop, Contemporary, High Heels, Stretching, Body Ballet, Crump, Afro, Locking и др.
- Курсы вокала (современные K-pop композиции)
- Курсы для начального и продвинутого уровней
- K-pop мероприятия: фестивали, конкурсы, концерты, мастер-классы, вечеринки

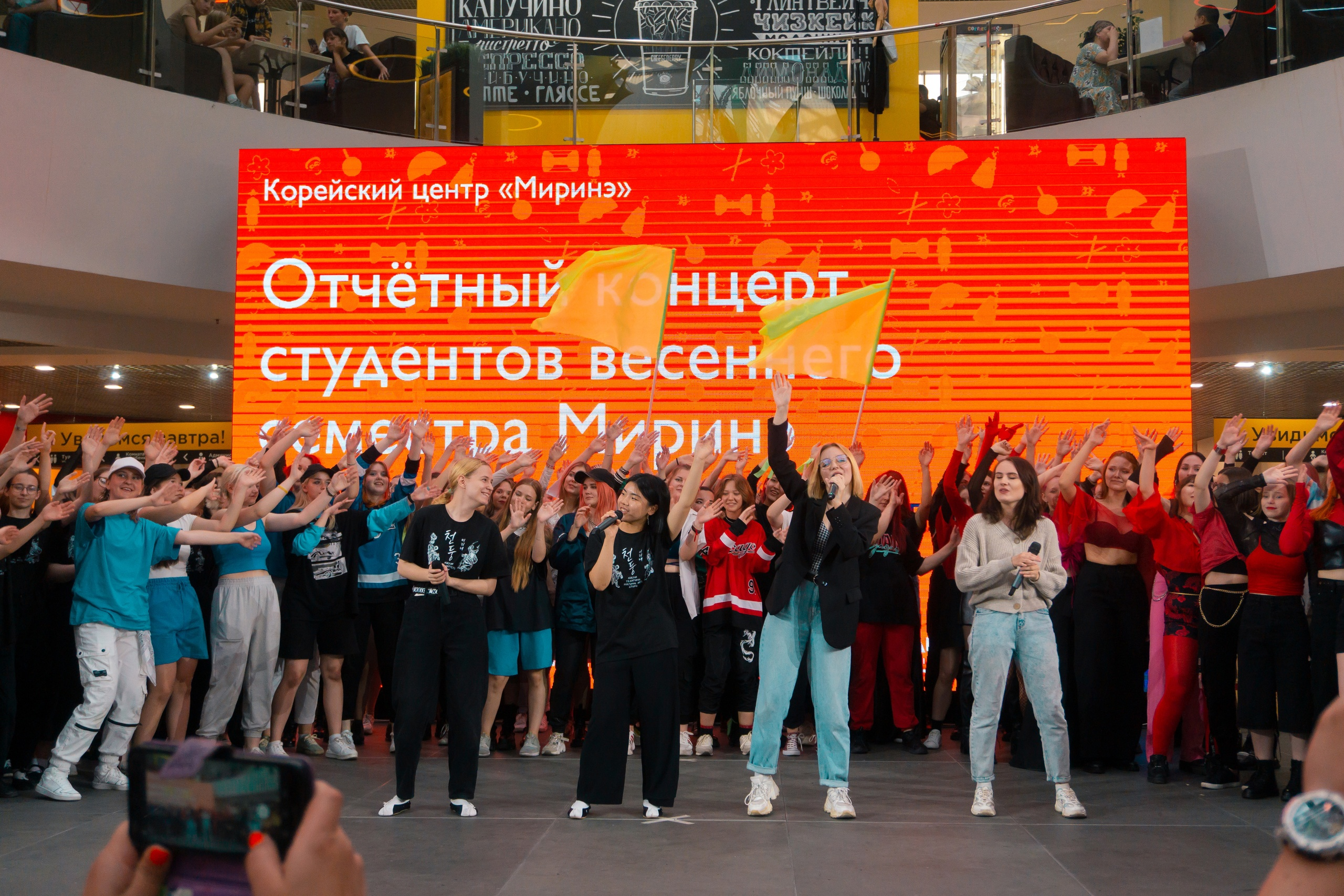
Выступление коллектива 4Shots на Отчётном концерте студентов Миринэ, 2023

### Межрегиональный центр корейских традиционных исполнительских искусств
- Стажировки и интенсивы по традиционным барабанам и танцам
- Популяризация корейских традиционных искусств на территории России
- Сотрудничество с другими коллективами и организациями, развивающими корейские традиционные искусства (национальные ударные инструменты, танцы)
- Организация программ обучения артистов у наставников из стран СНГ и Кореи
- Организация международного форума Самульнори в России

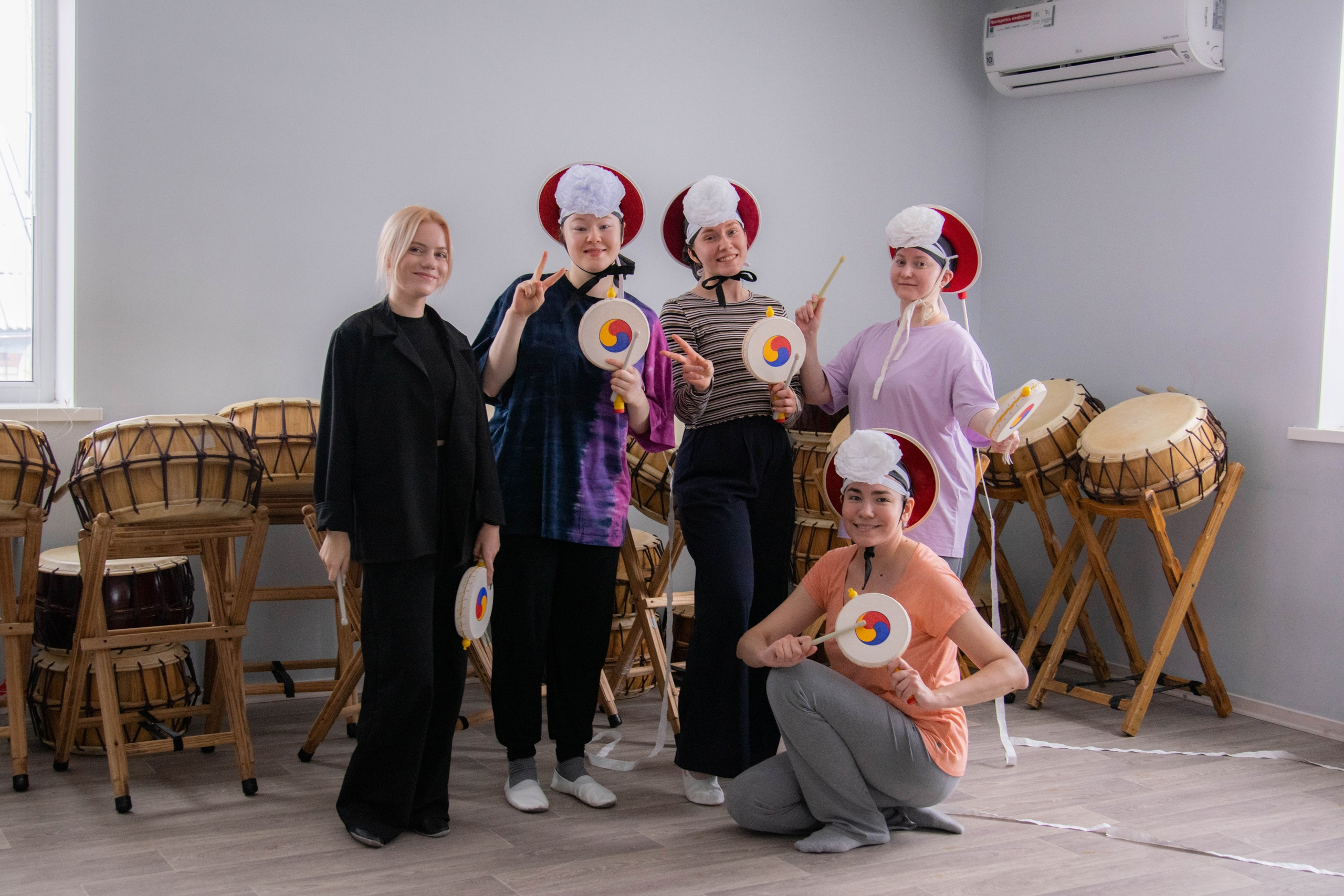
Стажировка Межрегионального центра корейских традиционных искусств, в которой участвовал коллектив из Казани «Ёнсан», 2023

### Познавательный клуб азиатской культуры
- Лекции, семинары, мастер-классы и проекты связанные с корейской, китайской и японской культурами
- Сотрудничество с научно-образовательными учреждениямиПознавательный клуб азиатской культуры, 2021

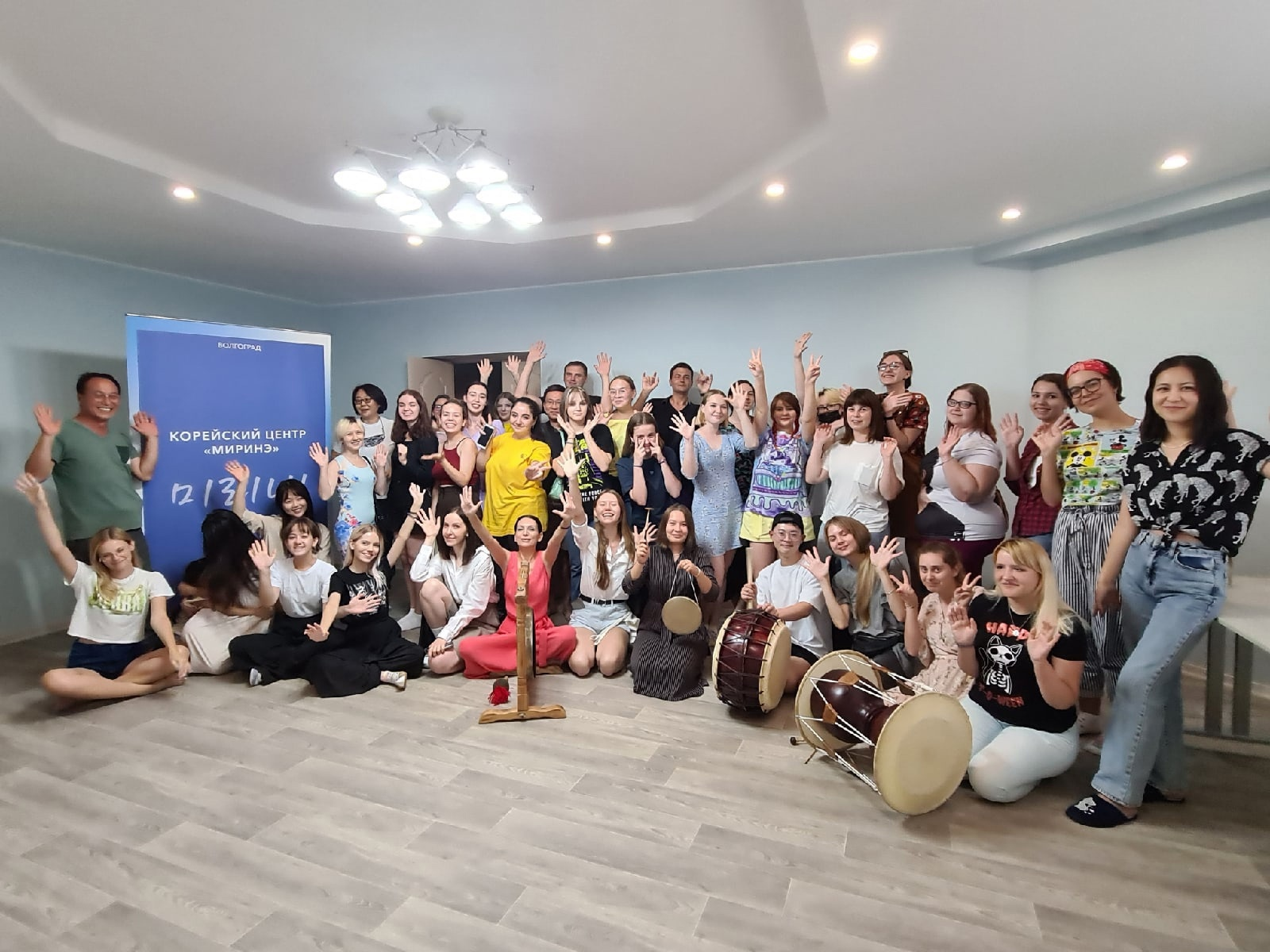
Познавательный клуб азиатской культуры, 2021

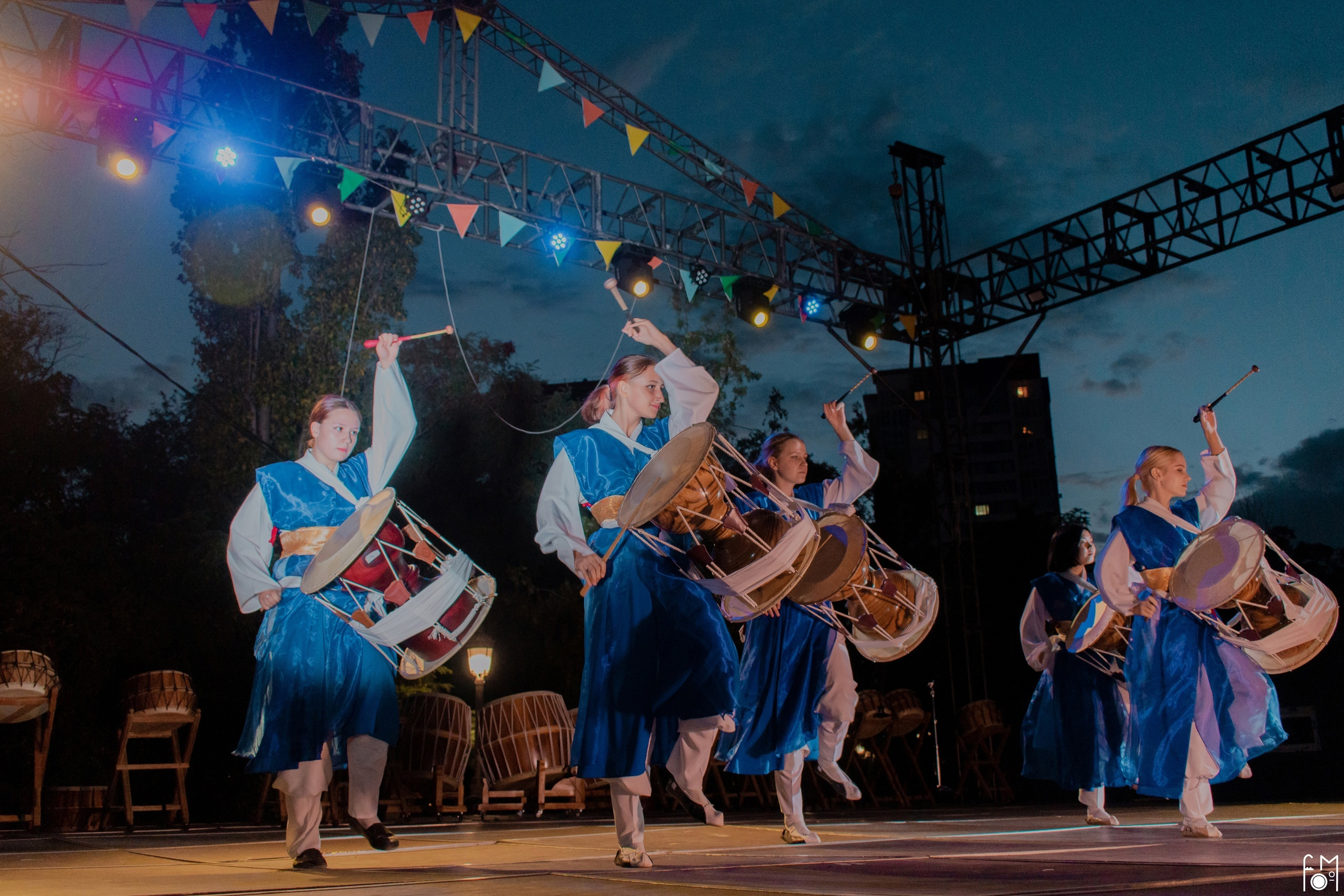
Выступление Студии «Чондун» на Межрегиональном фестивале корейской культуры, 2023

### Творческие коллективы на базе «Миринэ»
Студия корейских традиционных барабанов и танцев «Чондун»
Студия образована в 2009 году в городе Волгоград. В 2018 году коллектив посетил мастер-классы ансамбля «Ханнулим», стоящего у истоков самульнори. Студия также реализует экспериментальный формат, смешивая традиционную музыку и K-pop. В 2023 году коллектив прошёл стажировку в Национальном центре National Namdo Gugak Center (국림남도국악원) на о. Чиндо, Республика Корея.
Коллектив регулярно выступает на государственных, региональных и городских праздниках, организует концерты, мастер-классы и интенсивы.
Студия «Чондун» является лауреатом региональных и международных творческих конкурсов.
K-pop Cover Dance команды «INIGHT», «WIN EVAIN», «SOJU GANG», «MP3», вокальные команды «4Shots» и «LOVE MAZE»
Дебют сразу нескольких команд состоялся в 2022 году. Команды стали призёрами многих K-pop фестивалей и конкурсов.

## История
В 2007 году была зарегистрирована Волгоградская региональная общественная организация «Центр взаимопомощи корейцев» (далее — ЦВК). В том же году была открыта Школа корейского языка «Миринэ» (бывш. 우리민족서로돕기한글학교), а уже в 2009 году Школа стала организовывать курсы корейского языка в Волгоградской областной универсальной научной библиотеке им. М. Горького.

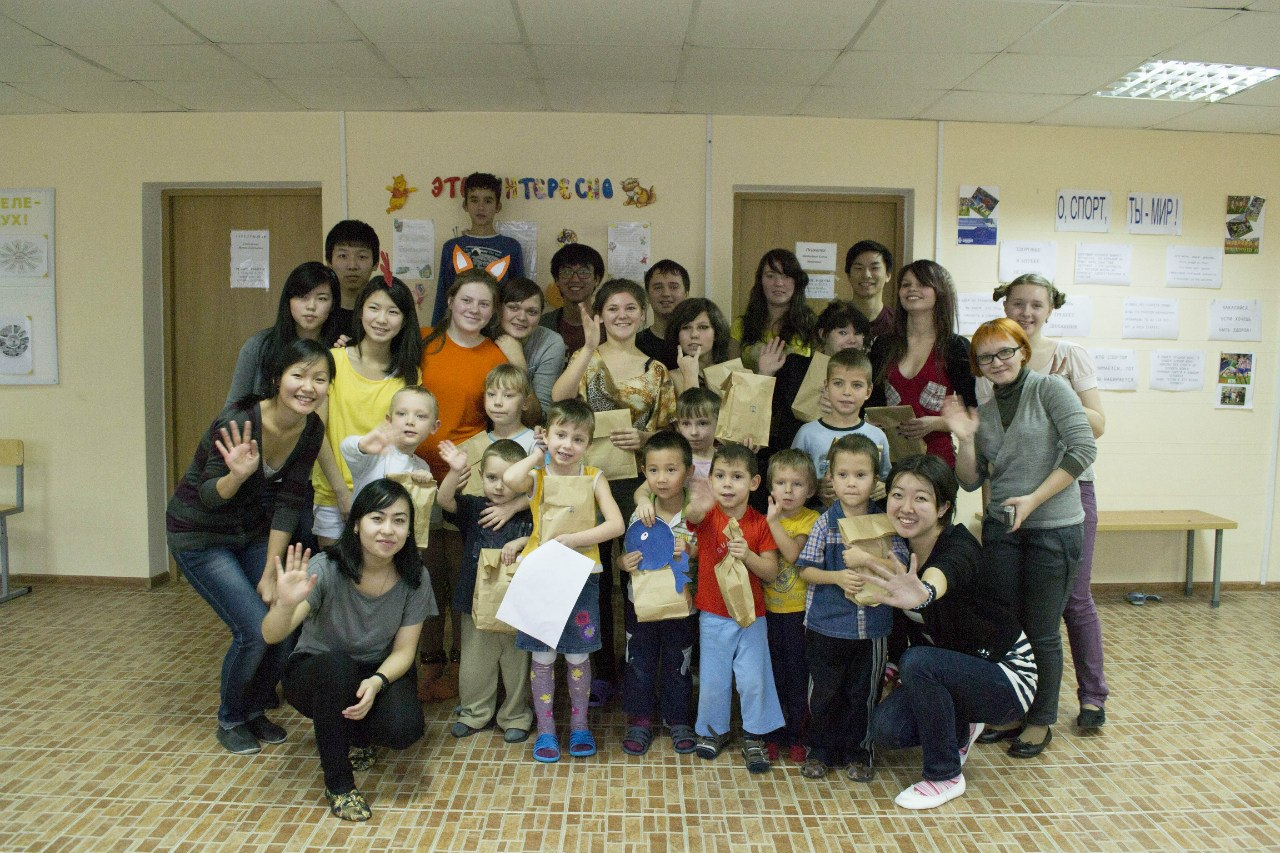
Социальный проект «Миринэ», 2012

В июле 2009 года при ЦВК были созданы молодёжное крыло, названное «Миринэ», и ансамбль традиционной корейской музыки «Чондун», целью которого стало развитие традиционной музыки в Волгограде. «Миринэ» активно участвовала в организации мероприятий, связанных с корейской культурой. Декада корейской культуры представляла собой масштабный международный проект, в котором участвовало более 150 российских студентов и 30-40 студентов из Кореи в качестве наставников. На Декадах иностранные гости рассказывали о различных аспектах корейской культуры — языке, истории, искусстве, музыке, танцах, спорте и др. После первой Декады у ЦВК появились музыкальные инструменты (корейские барабаны), благодаря чему сформировался коллектив барабанщиков «Чондун» (позднее переименованный в Студию корейской традиционной музыки и танца «Чондун»).
В 2011 году активисты «Миринэ» организовали первый новогодний благотворительный проект для детей Иловлинского приюта и Быковского социально-реабилитационного центра, после чего было организовано ещё 8 аналогичных ежегодных социальных проектов.

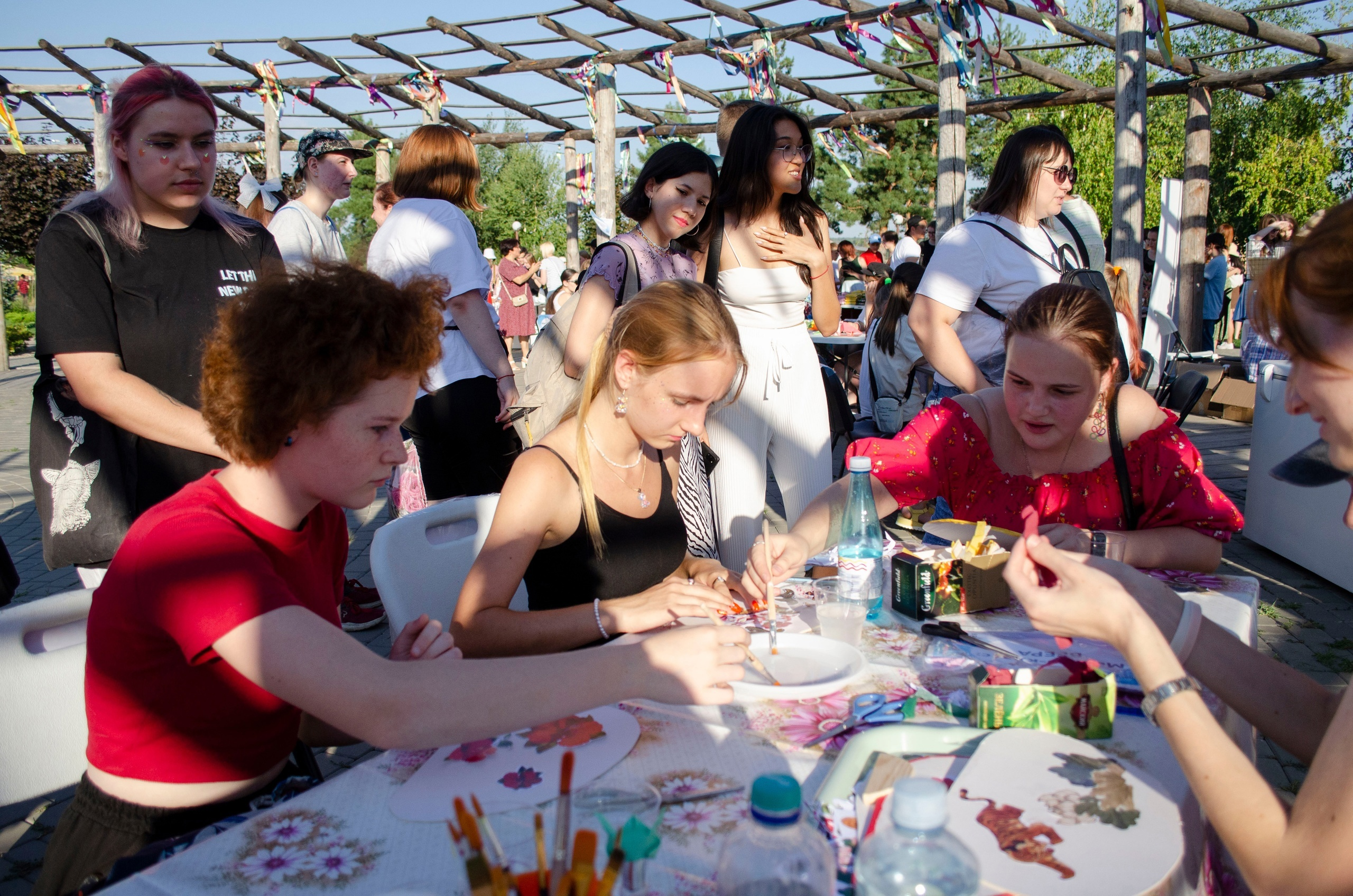
Фестиваль корейской культуры, 2023

В 2012 году прошла реорганизация и переименование в «Волгоградский молодёжный корейский центр „Миринэ“». Центр организовал первый набор на курсы корейского языка в Центральной городской библиотеке в г. Волжский. Наборы стали ежегодными. Также «Миринэ» начал организовывать ежегодный Фестиваль корейской культуры. В 2023 году фестиваль был поддержан Президентским фондом культурных инициатив.
С 2013 года ежегодно проводится праздничный новогодний фестиваль с элементами традиционной и современной корейской культуры Соллаль (Новый год по лунному календарю).
В 2013 году при «Миринэ» была создана Студия традиционного корейского танца им. Ли Маргариты «Хвасон» из активистов Центра. Студия развивалась на базе Молодёжного центра «21 век», который был арендован «Миринэ» для развития своих творческих коллективов и проведения культурно-массовых мероприятий. В 2020 году Студия «Хвасон» официально покинула состав «Миринэ».
В 2014 году прошёл первый набор на курсы корейской культуры по направлениям «Традиционные барабаны» и «Традиционные танцы» (с тех пор наборы проходят ежегодно), а в 2017 году к ним добавились курсы корейской культуры по направлению «K-POP» .
В 2016 году Центр запустил межрегиональный Фестиваль современной корейской культуры «K-pop Cover Challenge» (с 2023 года — Mirine K-pop Fest), собирающий на сцене лучшие k-pop cover dance команды с Волгоградской области и других регионов России.
В 2017 году «Миринэ» положил начало международному Форуму традиционной корейской музыки «Самульнори».

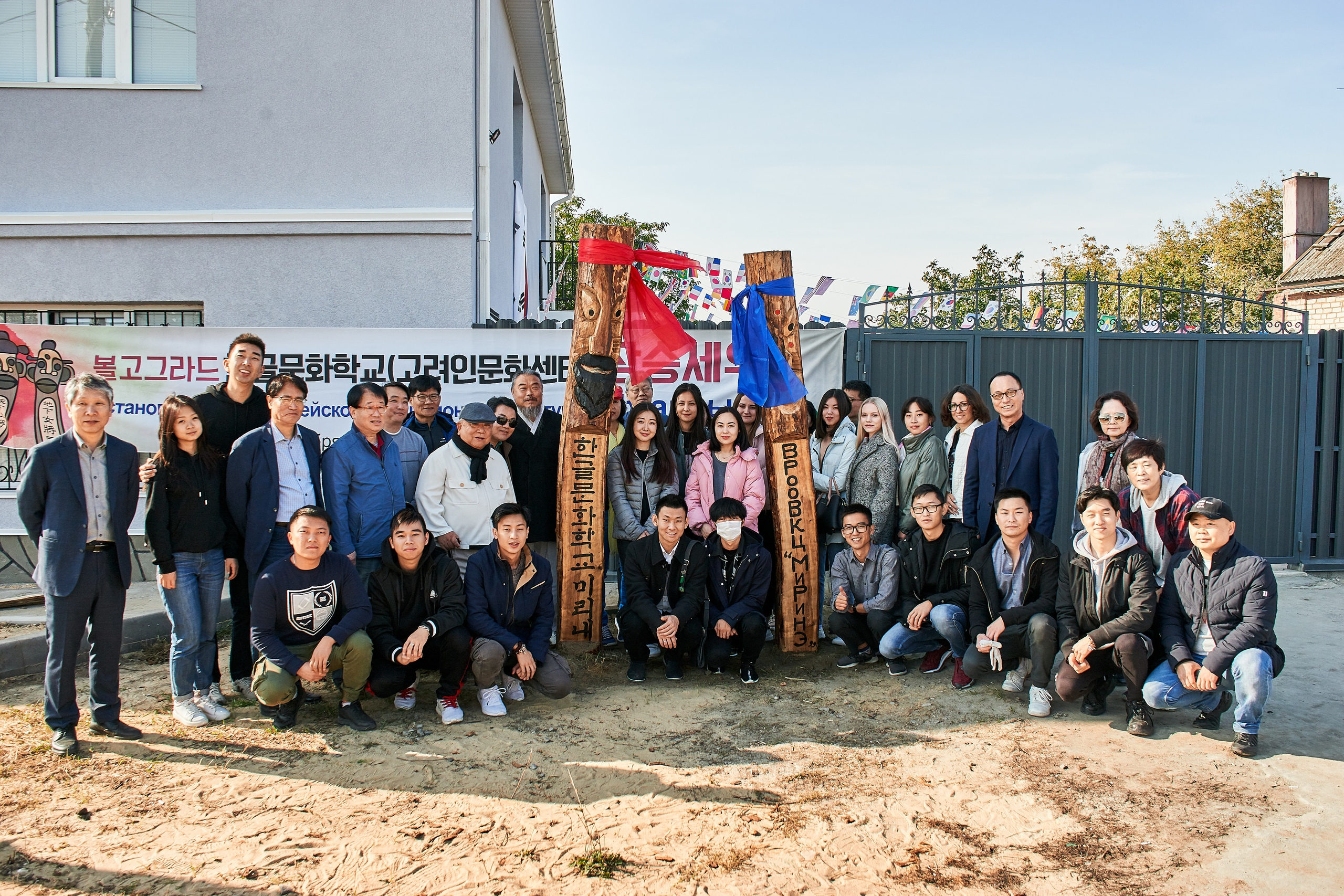
Открытие здания Культурного центра «Миринэ», 2019

2019 год ознаменовался для Культурного центра «Миринэ» открытием собственного дома по адресу ул. Авангардная, д. 23 в Волгограде. В здании Центра стали проводиться внутренние мероприятия организации, занятия по направлениям «K-POP», «Традиционные барабаны» и «Традиционные танцы», а также тренировки коллективов.
В 2022 году Культурный центр «Миринэ» выиграл в номинации «Best K-pop School 2022» на первой Всероссийской офлайн-премии «Aigoo K-pop Awards 2022».
В 2023 совместно с Центром корееведения при Волгоградском государственном университете был проведён Молодёжный фестиваль корейской культуры и народной дипломатии. Также был запущен новый K-pop проект — Турнир Mirine K-pop Rush баттлового формата, прошедший в несколько этапов: жеребьёвка перед весенним этапом, весенний этап — баттл № 1, жеребьёвка перед летним этапом, летний этап — баттл № 2, финал.
В 2024 году «Миринэ» произвёл ребрендинг, сменив название с Корейского центра «Миринэ» на Культурный центр «Миринэ». Школа корейского языка «Миринэ» была реорганизована в Школу азиатских языков «Миринэ», добавились направления китайского и японского языков.